# Matayba paucijuga
Matayba paucijuga är en kinesträdsväxtart som beskrevs av Ludwig Radlkofer. Matayba paucijuga ingår i släktet Matayba och familjen kinesträdsväxter. Inga underarter finns listade i Catalogue of Life.